# Тарама (Окінава)
Тара́ма (яп. 多良間村, たらまそん, МФА: [taɾama soɴ]?) — село в Японії, в повіті Міяко префектури Окінава.   Площа становить 21,91 км². Станом на 1 липня 2012 року населення складало 1175  осіб, густота населення — 53,6 осіб/км².   

Протягом 1429—1871 років територія села входила до складу Рюкюської держави. 1871 року остання була перетворена на японський автономний уділ Рюкю. 1879 року цей уділ анексувала Японська імперія, яка перетворила його на префектуру Окінава.